# ピネン
ピネン(pinene)は、化学式がC10H16で表される有機化合物で、モノテルペンの1種。名称はマツ (pine) に由来し、その名の通り松脂や松精油の主成分であるほか、多くの針葉樹に含まれ特有の香りのもととなる。香料や医薬品の原料となる。
ピネンは六員環と四員環からなる炭化水素で、二重結合の位置が異なるα-ピネンとβ-ピネンの2つの構造異性体が存在する。さらにそれぞれが2種の鏡像異性体をもつことから、ピネンには合計4種の異性体が存在する。

## 性質
各異性体ともに分子量 136.24。常温常圧では無色の液体で特有の香りをもつ。水に不溶であるが、酢酸・エタノール・アセトンには任意に混和する。

## 生合成
α体、β体ともにゲラニル二リン酸を出発原料とし、リナロイル二リン酸の環化を経て骨格が完成する。最終段階で脱離するプロトンの位置によってα体とβ体に分かれる。

## 異性体
| 構造式     |                   |                   |                   |                   |
| 透視図     | X                 |                   | X                 |                   |
| 球棒モデル | X                 |                   | X                 |                   |
| 名称       | (1R)-(+)-α-ピネン | (1S)-(−)-α-ピネン | (1R)-(+)-β-ピネン | (1S)-(−)-β-ピネン |
| CAS番号    | [7785-70-8]       | [7785-26-4]       | [19902-08-0]      | [18172-67-3]      |

### α-ピネン
融点 -57 ℃、沸点155-156 ℃、比重 0.8584-0.8600。α-ピネンの四員環は反応性が高く、特に酸性条件ではワーグナー・メーヤワイン転位が容易に進行する。希硫酸または無水酢酸条件ではテルピネオール誘導体やテルピンが、塩酸条件ではボルネオールまたはリモネンの骨格をもつ塩化物が生成する。ヨウ素や三塩化リンでは芳香化が起こりシメンとなる。

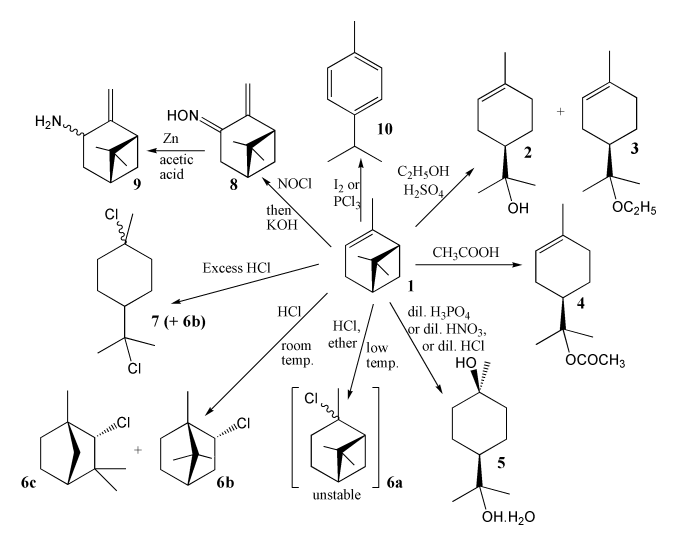
α-ピネン(1)を原料とする誘導体の例。テルピネオール(2-4)、テルピン(5)、ボルネオール(6b・6c)、リモネン(7)、シメン(10)など多様な骨格へと変換される。

### β-ピネン
融点 -60 ℃、沸点164 ℃、比重 0.8740。ローズマリーやパセリ、バジル、イノンド、バラなどに含まれている。

## 用途
ピネンを適当な触媒を用いて酸化することで、様々な医薬品や香料などが成分が生産される。最も簡単な酸化生成物はベルベノンであり、空気酸化によっても生成するが、酢酸鉛(IV)を触媒として使うこともある 。
α-ピネンとボランから得られるイソピノカンフェニルボラン類は、有機合成分野において不斉還元剤として用いられる。